# Киноосень 2011
II-й Фестиваль национального кино «Киноосень» — прошёл в Ереване и областях Армении с 24 сентября по 28 октября 2011 года.

## История
Второй фестиваль национального кино, приуроченный к 20-летию независимости Армении,  прошёл в Ереване и областях республики под  патронажем президента Армении Сержа Саргсяна и при содействии Министерства культуры. Программа месяца национального кино «Киноосень-2011» открылась 24 сентября в Горисе с показа фильма «Рассвет над озером Ван» Артака Игитяна.
На фестивале было представлено несколько сотен отечественных лент, снятых за 20 лет независимости. В отличие от прошлогоднего фестиваля, показы фильмов которого прошли лишь в трех областях республики, фильмы второго фестиваля  посмотрели жители всех десяти областей Армении.
В рамках кинофестиваля праздновались юбилеи выдающихся армянских кинематографистов Дмитрия Кесаянца и Овика Ахвердяна, а также  презентации 3 книг. Одна из которых, «Неповторимая кинодорога», была издана киноведом Рубеном Матосяном, о великих представителях армянского кино.В книгу вошли рассказы о жизни и творчестве выдающихся армянских кинематографистов с самого создания национального кинематографа в 1920-е годы до наших дней. В рамках презентации книги киноведом была предложена идея введения в общеобразовательные школы предмета - «Армянское кино».
Закрытие программы второго фестиваля национального кино состоялось 28 октября в Ереване в кинотеатре “Москва”. В ходе закрытия фестиваля, в своем выступлении, заместитель министра культуры  Артур Погосян выразил надежду, что и в дальнейшем программа будет собирать полные залы.

## Высказывания
Директор Национального киноцентра Армении Геворк Геворкян на церемонии закрытия фестиваля отметил:
Основной целью программы "Киноосень", впервые стартовавшей в прошлом году по инициативе Рузан Багратунян, было возвращение нашего кино нашему зрителю, распространение отечественного кино по всей Армении, обеспечение доступности просмотров для всех слоев общества